# Demografia de Toronto
Toronto era a segunda maior cidade do país até 1998, com 625 mil habitantes e aproximadamente 150 km², quando a fusão de Toronto com as outras cinco cidades que compunham a Municipalidade da Região Metropolitana de Toronto fez com que Toronto passasse a ter 2,3 milhões de habitantes e 641 km², assim, ultrapassando Montreal e seu um milhão de habitantes. Porém, contando-se os atuais limites municipais de ambas as cidades - Montreal e outras 27 cidades fundiram-se em 2001 - Toronto de fato ultrapassou a população de Montreal na década de 1970. A população da região metropolitana de Toronto ultrapassou a população da região metropolitana de Montreal já na década de 1960. A atual densidade populacional de Toronto é de 3 939,4 habitantes por quilômetro quadrado. Atualmente, Toronto é a quarta maior cidade da América do Norte, atrás apenas da Cidade do México, Nova Iorque, Los Angeles.
Estudos prevém que a população de Toronto aumente em 2031 para 3 milhões, enquanto que a região metropolitana aumentará para 7,45 milhões.
Entre 2001 e 2006, o crescimento populacional anual da cidade foi de 0,2%. Em 2001, 17,5% da população da cidade tinha 14 anos de idade ou menos, e 13,6% tinha 65 anos de idade ou mais. A idade média era de 36,9 anos.

## Raças e etnias

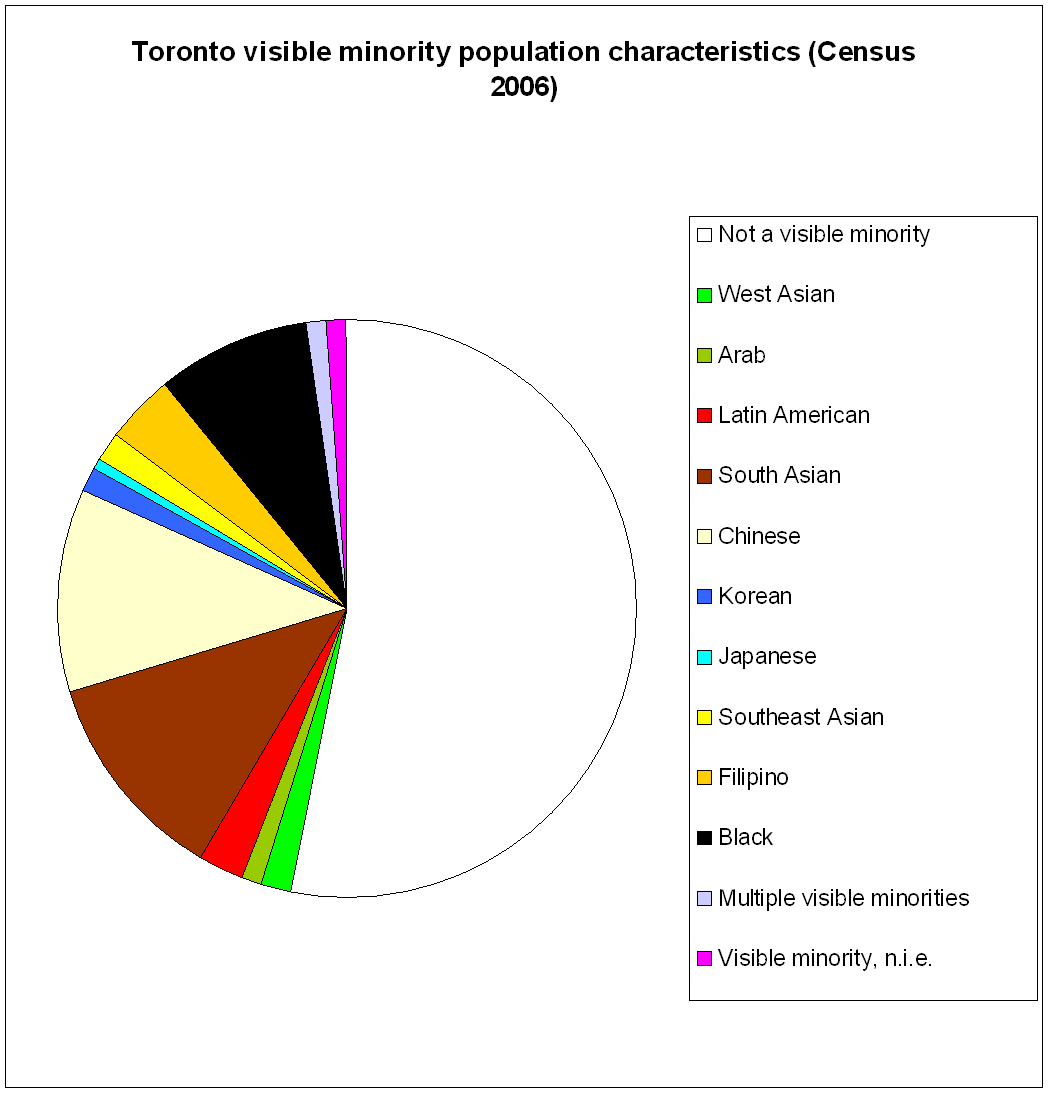
Tabela mostrando minorias étnicas que compõem a população de Toronto.

Toronto é uma das cidades mais multiculturais do mundo. Segundo o Programa de Desenvolvimento das Nações Unidas em 2004, Toronto possui a segunda maior população que nasceu fora do país do mundo, atrás de Miami. Toronto é mais diverso etnicamente que Miami, porém, visto que a população nascido no exterior é dominado por latino americanos. 49,9% da população torontoniana nasceu fora do Canadá.
O censo canadense de 2006 indica que 46,9% da população de Toronto é composta por minorias visíveis: 1 162 630 habitantes, compondo 23% da minoria visível canadense, vivem em Toronto (não incluindo seus subúrbios). 70% provém da Ásia. Cerca de metade dos imigrantes que migram para o Canadá assentam em Toronto ou região metropolitana.
| Minorias visíveis em Toronto (2006)                        | Minorias visíveis em Toronto (2006)                        | População | %    |
| ---------------------------------------------------------- | ---------------------------------------------------------- | --------- | ---- |
| Minoria visível                                            | Sul asiáticos                                              | 298 370   | 12,0 |
| Minoria visível                                            | Chineses                                                   | 283 075   | 11,4 |
| Minoria visível                                            | Negros                                                     | 208 555   | 8,4  |
| Minoria visível                                            | Filipinos                                                  | 102 555   | 4,1  |
| Minoria visível                                            | Latino americanos                                          | 64 855    | 2,6  |
| Minoria visível                                            | Sudoeste asiáticos                                         | 42 755    | 1,7  |
| Minoria visível                                            | Sudeste asiáticos                                          | 37 495    | 1,5  |
| Minoria visível                                            | Coreanos                                                   | 34 220    | 1,4  |
| Minoria visível                                            | Árabes                                                     | 22 485    | 0,9  |
| Minoria visível                                            | Japoneses                                                  | 11 965    | 0,5  |
| Minoria visível                                            | Minorias múltiplas                                         | 31 100    | 1,3  |
| Minoria visível                                            | Outras minorias                                            | 25 195    | 1,0  |
| Total de minorias visíveis                                 | Total de minorias visíveis                                 | 1 162 630 | 46,9 |
| Não pertencente a uma minoria visível (incluem aborígenes) | Não pertencente a uma minoria visível (incluem aborígenes) | 1 313 930 | 53,1 |
| População total                                            | População total                                            | 2 476 565 | 100  |

| Minorias visíveis na região metropolitana de Toronto (2006) | Minorias visíveis na região metropolitana de Toronto (2006) | População | %    |
| ----------------------------------------------------------- | ----------------------------------------------------------- | --------- | ---- |
| Minoria visível                                             | Sul asiáticos                                               | 684,070   | 13,5 |
| Minoria visível                                             | Chineses                                                    | 486 330   | 9,6  |
| Minoria visível                                             | Negros                                                      | 352 220   | 6,9  |
| Minoria visível                                             | Filipinos                                                   | 171 980   | 3,4  |
| Minoria visível                                             | Latino americanos                                           | 99 295    | 2,0  |
| Minoria visível                                             | Sudoeste asiáticos                                          | 75 475    | 1,5  |
| Minoria visível                                             | Sudeste asiáticos                                           | 70 215    | 1,4  |
| Minoria visível                                             | Coreanos                                                    | 55 265    | 1,1  |
| Minoria visível                                             | Árabes                                                      | 53 430    | 1,1  |
| Minoria visível                                             | Japoneses                                                   | 19 010    | 0,4  |
| Minoria visível                                             | Minorias múltiplas                                          | 60 075    | 1,2  |
| Minoria visível                                             | Outras minorias                                             | 46 705    | 0,9  |
| Total de minorias visíveis                                  | Total de minorias visíveis                                  | 2,174,070 | 42,9 |
| Não pertencente a uma minoria visível (incluem aborígenes)  | Não pertencente a uma minoria visível (incluem aborígenes)  | 2 898 005 | 57.1 |
| População total                                             | População total                                             | 5,072,075 | 100  |

Desde a década de 1850, Toronto tem sido um dos principais polos de entrada de imigrantes do mundo. Os anos após as grandes guerras mundiais atraíram grande número de imigrantes. Ingleses e escoceses vieram em grande número nos anos que se seguiram a essas guerras. Poloneses, neerlandeses e gregos vieram em grande número nos anos que se seguiram à Segunda Guerra Mundial. A imigração italiana e portuguesa tornou-se muito forte entre a década de 1950 e a década de 1970. Desde então, a maioria dos imigrantes instalando-se em Toronto são asiáticos em geral, especialmente chineses.
Toronto é considerada por muitos  como a cidade mais multicultural do mundo, sendo que aproximadamente 45% da população da cidade nasceu fora do país (a segunda maior percentagem, atrás somente de Miami, onde, no entanto, a grande maioria dos imigrantes é de hispânicos). 42,8% (1 405 680 habitantes) da população de Toronto afirmaram fazer parte de uma minoria visível (afro-canadenses, árabes, asiáticos e hispânicos) no censo nacional de 2001, um crescimento de 33,7% sobre o censo de 1996, onde 43% (1 051 125) da população da cidade disseram fazer parte de uma minoria visível. 49% da população de Toronto nasceu fora do Canadá, um crescimento de 1% sobre os dados de 1996. Novos imigrantes em Toronto desde 1991 numeram 516 635, representando 21% da população. Um de cada cinco habitantes da cidade são imigrantes recentes, tendo instalado-se na cidade entre 1991 e 2001.
57,2% da população da cidade possui ascendência europeia. Os principais grupos étnicos europeus na cidade são os ingleses (~500 mil habitantes), escoceses (~425 mil habitantes), irlandeses (~375 mil habitantes), italianos (~350 mil habitantes), alemães (~220 mil habitantes), portugueses (~130 mil habitantes), franceses (~120 mil habitantes) e poloneses (~85 mil habitantes). Toronto possui uma grande comunidade portuguesa. Aproximadamente 60% da população portuguesa da cidade vêm dos Açores, e 10% vêm de Madeira. Toronto possui também uma pequena comunidade brasileira. Aproximadamente quinze mil brasileiros vivem na cidade.

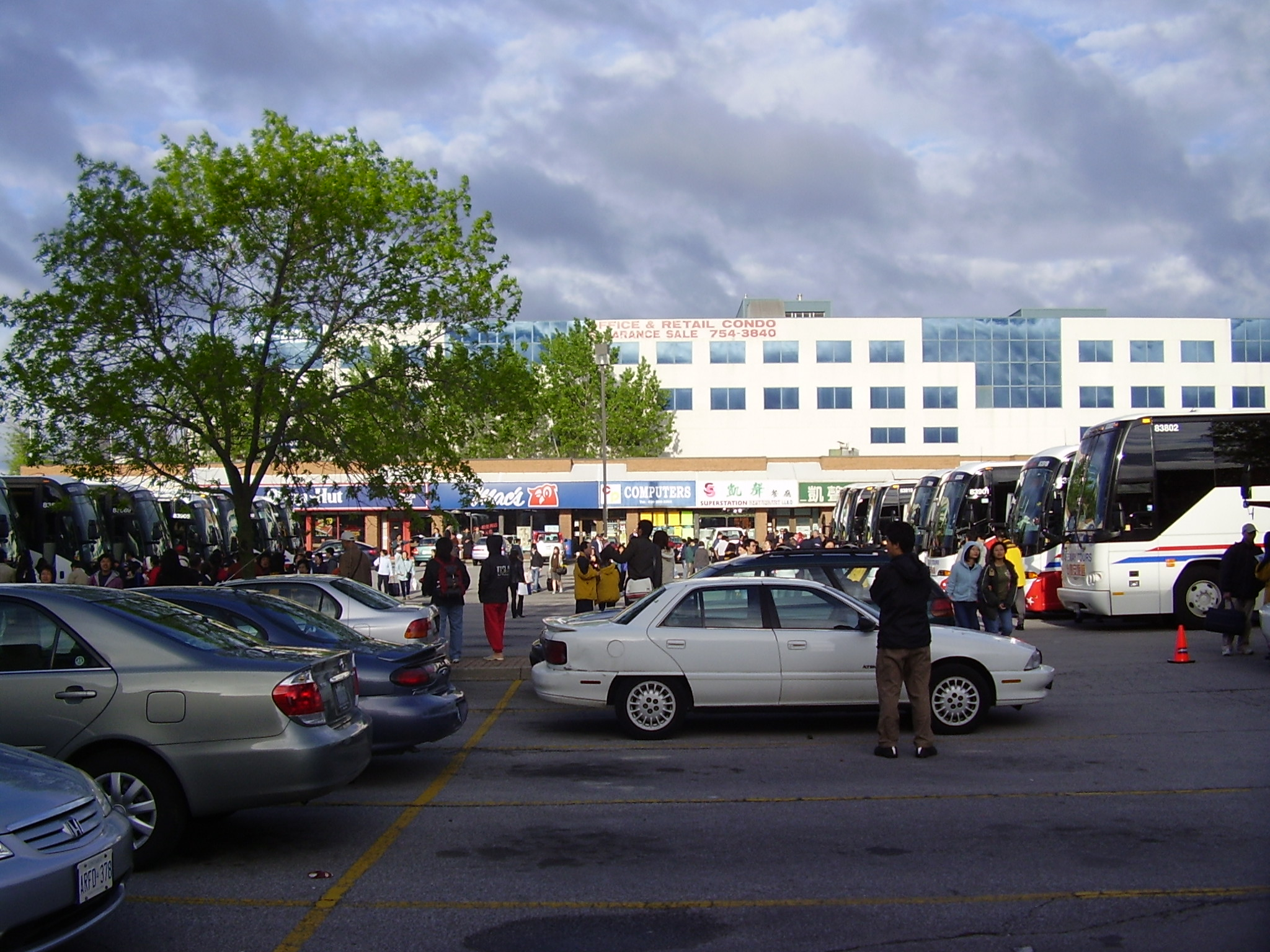
Vista de vários ônibus de uma agência de turismo voltada especialmente para canadenses de ascendência chinesa, esperando pelo embarque dos turistas, em um shopping center da cidade.

Chineses compõem aproximadamente 10,6% da população de Toronto (259 710 habitantes), sul asiáticos compõem 10,3% da população da cidade (253 920 habitantes), e afro-canadenses compõem 8,3% da população da cidade (204 075 habitantes). Metade da população afro-canadense vive em Toronto. Filipinos compõem 3,5% (86 460 habitantes) da população de Toronto, Hispânicos, 2,2% (54 350 habitantes), árabes e oeste-asiáticos, 2,4% (59 560 habitantes), sudeste-asiáticos, 1,4% (33 870), coreanos, 1,2% (29 755), e japoneses, 0,5% (11 595). Outras minorias étnicas formam 1,5% da população da cidade (37 985 habitantes). Deve-se tomar em conta que muito dos habitantes de Toronto são descendentes de duas ou mais etnias. No total, minorias étnicas compõem 46,9 % da população da cidade (censo de 2006). Devido à imigração, esta percentagem está aumentando rapidamente, e estima-se que minorias étnicas deverão formar a maioria da população da cidade em torno de 2017. Toronto possui no total mais de um milhão de habitantes que pertencem a uma minoria étnica (compondo 26% da população minoritária canadense).
Toronto concentra 48,7% da população da Região Metropolitana de Toronto. Em 2001, 57,8% de todos os imigrantes que instalaram-se na Região Metropolitana de Toronto instalaram-se em Toronto. Contando-se apenas os imigrantes que chegaram após 1990, esta taxa sobe para 64,4%. Cerca de metade das pessoas imigrando para o Canadá instalam-se em Toronto. A população de Toronto está crescendo aproximadamente 1,9% por ano. Estima-se que a cidade alcançará três milhões de habitantes em 2030. No mesmo ano, estima-se a população da região metropolitana em 7,45 milhões de habitantes.
Aproximadamente 20% da população da cidade possui 14 anos de idade ou menos, enquanto pessoas com mais de 65 anos de idade constituem 11,2% da populaçào de Toronto.

## Religião
A Igreja Católica Romana é a maior religião da cidade (31,4%), seguida pela Protestante (21,1%), mas a cidade possui comunidades religiosas bem-estabelecidas de judeus (7,0%), muçulmanos (6,7%), hindus (4,8%), e outras religiões (4%). 18% da população da cidade não possui nenhuma afiliação religiosa.

## Idiomas
Mais de 100 idiomas e dialetos são falados em Toronto, e mais de um terço da população da cidade fala outro idioma que não o inglês em casa.
Enquanto que o inglês é o idioma predominante na cidade (é a língua materna de 51,8% da população da cidade), o Statistics Canada afirma que outros idiomas também possuem presença significante na cidade são a língua materna de uma parte considerável da população da cidade são o chinês (idioma materno de 355 270 habitantes), o italiano (206 325), o português (113 355), punjabi (99 600), espanhol (83 245), polonês (79 875), tagalog (77 220) tâmil (77 060), urdu (57 635), francês (57 485), grego (50 165), árabe (46 575), alemão (43 665), vietnamita (36 555) e o ucraniano (26 675).

## Criminalidade
Toronto possui uma das taxas de criminalidade mais baixas do continente americano, com 1,3 homicídios para cada 100 mil habitantes. Em comparação, Chicago, que possui aproximadamente a mesma população de Toronto, possui 18 homicídios para cada 100 mil habitantes. Mesmo assim, as taxas de criminalidade têm aumentado nos últimos anos. Em 2004 houve no total 314 homicídios. A taxa de roubo na cidade é de 115 para cada 100 mil habitantes. O maior problema é a crescente presença do tráfico ilegal de drogas na cidade e os confrontos (às vezes envolvendo tiroteio) entre gangues - que envolvem quase sempre drogas - à noite que resultam em feridos ou na morte de membros e/ou de pessoas inocentes. Especialistas americanos em confrontos de gangues foram contratados para minimizar estes problemas em áreas onde tais gangues geralmente confrontam-se.
Em 2005, a taxa de homicídios, que estava em crescimento desde 1996, diminuiu. Durante o ano, foram registrados um total de aproximadamente 75 homicídios, a grande maioria relacionados com o tráfico de drogas. Porém, mesmo assim, vários habitantes da cidade acreditam que Toronto não é mais uma cidade segura, especialmente nas ruas da cidade à noite, local e horário onde a grande maioria dos homicídios acontece.

## Abrigos e sem-tetos
Os preços de compra e manutenção das residências em geral em Toronto é uma das maiores do Canadá. Uma casa com três quartos e 200 metros quadrados de área útil custa em média aproximadamente 350 mil dólares canadenses. Os preços do aluguel também estão gradualmente aumentando. A falta de residências de baixo custo levou a um aumento de sem-tetos na cidade. Em Toronto, sem-tetos são geralmente desempregados, pessoas com deficiências mentais, e jovens adolescentes que fugiram de casa. Não se sabe o número exato de sem-tetos vivendo na cidade, devido às diferentes definições do termo; em 2003, cerca de 32 mil pessoas utilizaram abrigos para sem-tetos fornecidos pela cidade.
O número de sem-tetos que vivem nas ruas da cidade, em gradual crescimento nos últimos anos, é um grande problema para a cidade (especialmente nos dias de inverno, quando a temperatura pode cair até -50 °C durante a noite, quando se inclui o fator vento). A morte de um sem-teto em 2000 devido a uma noite de frio intenso incentivou a cidade a construir abrigos (em número insuficiente para atender a demanda) designados a atender tais sem-tetos, especialmente em dias de frio intenso, mas fazendo pouco mais do que isso.

## Imigração ilegal
Muitos imigrantes que se instalam em Toronto são ilegais. A maioria deles são chineses, vietnamitas, poloneses, portugueses, brasileiros e hispano-americanos (especialmente mexicanos). Dos aproximadamente quinze mil brasileiros que vivem em Toronto, estima-se que entre 20% a 25% sejam ilegais. Muitos desses imigrantes são atraídos por causa de agentes que dizem ser licenciados pela Agência de Imigração do Canadá, sendo que, de fato, não o são. Geralmente, cobram milhares de dólares, e garantem entrada fácil e legal no país.
Segundo a revista Business Week e o jornal Toronto Sun, a Agência de Imigração do Canadá possui conhecimento desse problema, mas pouco faz, porque esses imigrantes são vitais em alguns segmentos da economia da cidade como mão-de-obra barata. Se todos os brasileiros e portugueses ilegais fossem deportados, segundo o Toronto Sun, a indústria de construção - que emprega grande quantidade de brasileiros e portugueses - muitos deles ilegais -, entraria em colapso.